# Stefano Sabelli (attore)
Stefano Sabelli (Campobasso, 11 maggio 1956) è un attore, regista teatrale, drammaturgo, scenografo e artista italiano.

## Biografia
Nato a Campobasso, si diploma nel 1977 come attore alla Accademia nazionale d'arte drammatica, allievo tra gli altri di Orazio Costa, Andrea Camilleri e Marise Flash. Nel 1981 trascorre un anno a Los Angeles al Lee Strasberg Theatre Institute dove studia il metodo.
Ha scritto, diretto e interpretato opere di teatro, film e canzoni; ha anche creato scenografie, mosaici e architetture permanenti.
In cinema esordisce nel film L'infermiera di Nello Rossati, cui seguono altre pellicole come Blues metropolitano, Il camorrista, Hornsby e Rodriguez - Sfida criminale.  Nel 2013 è stato Onofrio, cugino di Checco Zalone nel film Sole a catinelle.
Negli anni duemila ha alternato l'attività artistica a quella di manager culturale, attivo nell'organizzazione di manifestazioni come il Vasto Film Fest (2015), e nella direzione artistica del Teatro Savoia a Campobasso.

## Filmografia

### Cinema
- L'infermiera, regia di Nello Rossati (1975)
- I ragazzi della periferia sud, regia di Gianni Minello (1984)
- Blues metropolitano, regia di Salvatore Piscicelli (1985)
- Il camorrista, regia di Giuseppe Tornatore (1986)
- Il ragazzo del Pony Express, regia di Franco Amurri (1986)
- Profumo, regia di Giuliana Gamba (1987)
- L'attrazione, regia di Mario Gariazzo (1987)
- Il male oscuro, regia di Mario Monicelli (1990)
- Hornsby e Rodriguez - Sfida criminale, regia di Umberto Lenzi (1992)
- 18000 giorni fa, regia di Gabriella Gabrielli (1994)
- A Dio piacendo, regia di Filippo Altadonna (1995)
- Giuseppe e Calogera, regia di Michael Frank (2009)
- Non al denaro, non al vento nè al sole, regia di Marco Calvise - cortometraggio (2011)
- Sole a catinelle, regia di Gennaro Nunziante (2013)
- Cam Girl, regia di Mirca Viola (2014)
- Mamma + mamma, regia di Karole Di Tommaso (2018)

### Televisione
- I giochi del diavolo - serie TV, 1 episodio (1981)
- Turno di notte - serie TV, 1 episodio (1987)
- Brivido giallo - serie TV, 1 episodio (1989)
- Aquile, regia di Nini Salerno – film TV (1990)
- Morte a contratto, regia di Gianni Lepre – film TV (1993)
- I giudici - Excellent Cadavers (Excellent Cadavers), regia di Ricky Tognazzi – film TV (1999)
- Con le unghie e con i denti, regia di Pier Francesco Pingitore – film TV (2004)
- Lucia, regia di Pasquale Pozzessere – film TV (2005)
- Distretto di Polizia 6, regia di Antonello Grimaldi - serie TV, episodio 6x19 (2006)
- Don Matteo – serie TV, 1 episodio (2006)
- Squadra antimafia - Palermo oggi 4 – serie TV, 2 episodi (2012)
- Un caso di coscienza – serie TV, 1 episodio (2013)
- La que se avecina – serie TV, 1 episodio (2014)
- Maschi veri – serie TV, 1 episodio (2025)